# William Hamilton (atleta)
William Frank Hamilton (11 agosto 1883 – 1º agosto 1955) è stato un velocista statunitense, vincitore di una medaglia d'oro nella staffetta 4×400 metri ai Giochi olimpici.

## Palmarès
| Anno | Manifestazione  | Sede   | Evento           | Risultato | Prestazione | Note |
| ---- | --------------- | ------ | ---------------- | --------- | ----------- | ---- |
| 1908 | Giochi olimpici | Londra | Staffetta 1600 m | Oro       | 3'29"4      |      |